# Gears of War

Alternatives Logo

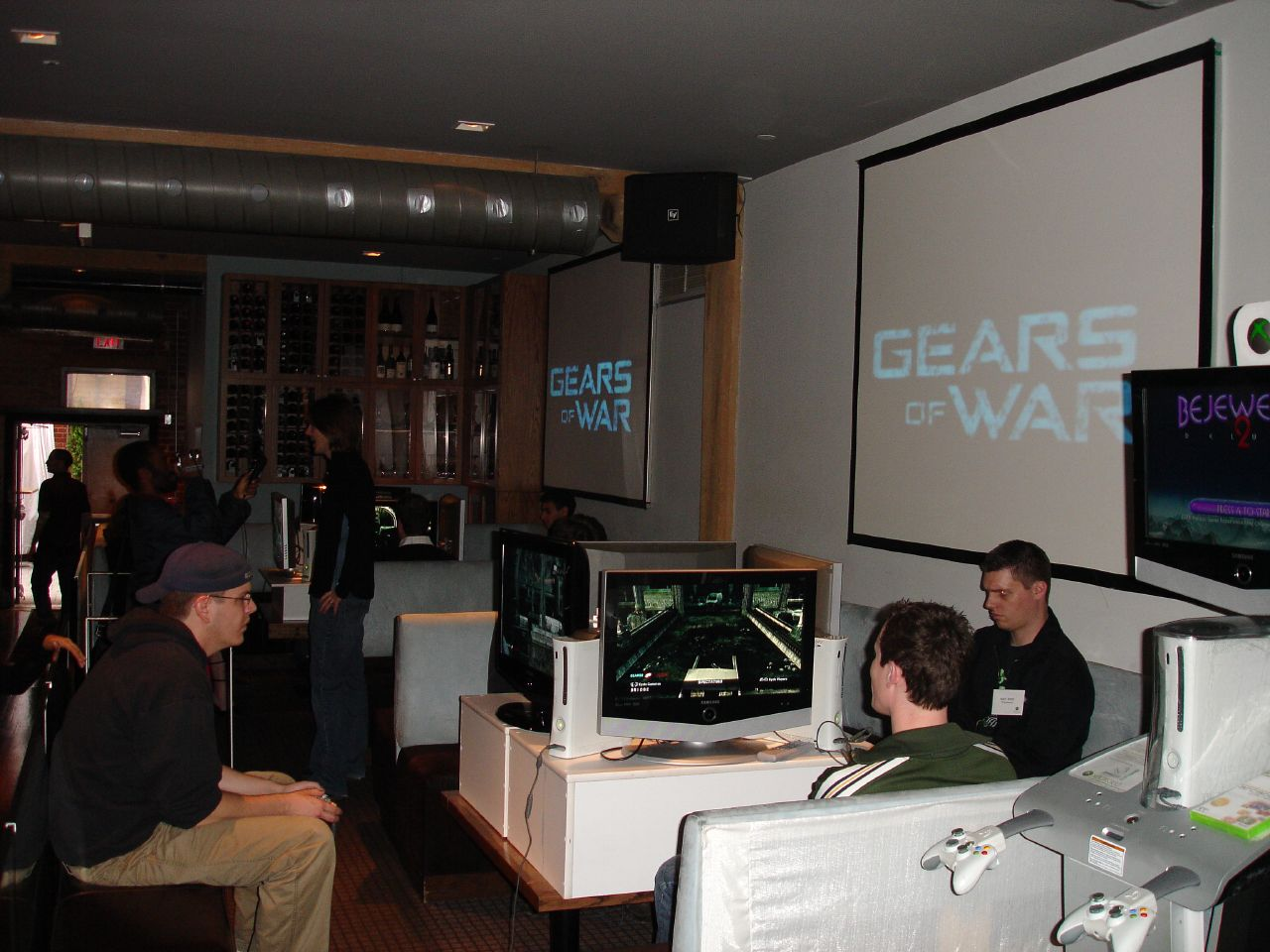
Gears of War auf der X06, Kanada

Gears of War (kurz: GoW, nicht zu verwechseln mit God of War) ist ein Franchise, das auf einem durch Epic Games produzierten und im November 2006 durch Microsoft für die Xbox 360 vermarkteten Third-Person-Shooter basiert. Zurzeit sind im Rahmen der Vermarktung der Marke neben den sechs Titeln Gears of War (2006), Gears of War 2 (2008), Gears of War 3 (2011), Gears of War: Judgment (2013) und Gears of War 4 (2016) und Gears 5 (2019) auch fünf Romane und fünf Comic-Spin-offs erschienen. Zudem sind zahlreiche „klassische“ Merchandising-Artikel wie Action-Figuren, Schlüsselanhänger, Geldbörsen, Schuhe und Ähnliches erhältlich. 
Das grafisch aufwendige Actionspiel verwendet die Unreal Engine 3. Das Geschehen handelt vom Protagonisten Marcus Fenix und dem Konflikt zwischen den menschlichen Bewohnern des Planeten Sera und echsenähnlichen Feinden aus dem Untergrund, bekannt als die Locust (deutsch: Heuschrecken).
Gears of War wurde am 12. November 2006 in den USA und am 17. November in Europa veröffentlicht. Da es keine USK-Kennzeichnung erhielt, wurde es nicht in Deutschland veröffentlicht. Von November 2006 bis Juli 2016 war das Spiel durch die BPjM indiziert. Nach einer USK-Neuprüfung erschien im September 2016 die Ultimate Edition von Gears of War für Xbox One auch in Deutschland.
Bereits zwei Wochen nach Veröffentlichung des Spiels meldete Microsoft den Verkauf von weltweit mehr als einer Million Einheiten, vier Wochen später waren zwei Millionen und bis Mitte Januar 2007 drei Millionen Exemplare abgesetzt worden. Insgesamt wurden von Gears of War weltweit über fünf Millionen Stück verkauft.

## Spielprinzip
Im Gegensatz zu früheren Shootern von Epic Games schlägt Gears of War eine andere Richtung im Genre ein. Das Spielprinzip ähnelt denen von Taktik-Shootern und ist durch teambasiertes Vorgehen und dem Ausnutzen der zur Verfügung stehenden Deckung geprägt. Die Künstliche Intelligenz der Gegner zwingt den Spieler in Gears of War geradezu dazu, hauptsächlich auf deckungstechnische Strategien zurückzugreifen und überlegt vorzugehen, sofern er erfolgreich spielen möchte. Zudem regenerieren sich die Trefferpunkte von selbst, solange der Spieler in Deckung bleibt.
Die Technik „Aktives Nachladen“ kann das Aufladen der gerade benutzten Waffe beschleunigen und verbessert zusätzlich noch die Wirkung der Munition, wenn der Spieler dies geschickt bewerkstelligt. Beim aktiven Nachladen zeigt ein sich zügig bewegender Balken im HUD an, wann nochmals auf den Knopf für das Nachladen gedrückt werden muss, um diese Technik zu benutzen. Wird aktives Nachladen nicht verwendet, dauert das Nachladen generell etwas länger.
Das gesamte Spiel kann per Internet, lokalem Netzwerk oder auf einer Spielkonsole (per Bildschirmaufteilung) kooperativ mit zwei Spielern gespielt werden. Der zweite Spieler übernimmt dabei die Rolle von Dominic Santiago, der Marcus Fenix auch dann im Spiel begleitet, wenn nur ein menschlicher Spieler aktiv ist. In dem Fall wird dieser dann von der KI gesteuert.

## Handlung
Ausgangssituation: Nach den 79 Jahren dauernden Pendulumkriegen um die Vorherrschaft auf dem Planeten Sera werden die menschlichen Bewohner am sogenannten E-Day von den bis dahin unbekannten menschenähnlichen Echsenwesen Locust angegriffen.
Die verfeindeten menschlichen Parteien schließen sich in dem Bündnis KOR (Koalition der ordentlichen Regierungen) zusammen und bekämpfen nunmehr einen gemeinsamen Feind.
Im folgenden, 14 Jahre lang andauernden Krieg gelingt es den Locust durch Guerilla-Taktiken mittels unterirdischer Tunnel unvermittelt die Oberfläche zu durchbrechen und so unvorhergesehen die Menschen anzugreifen.

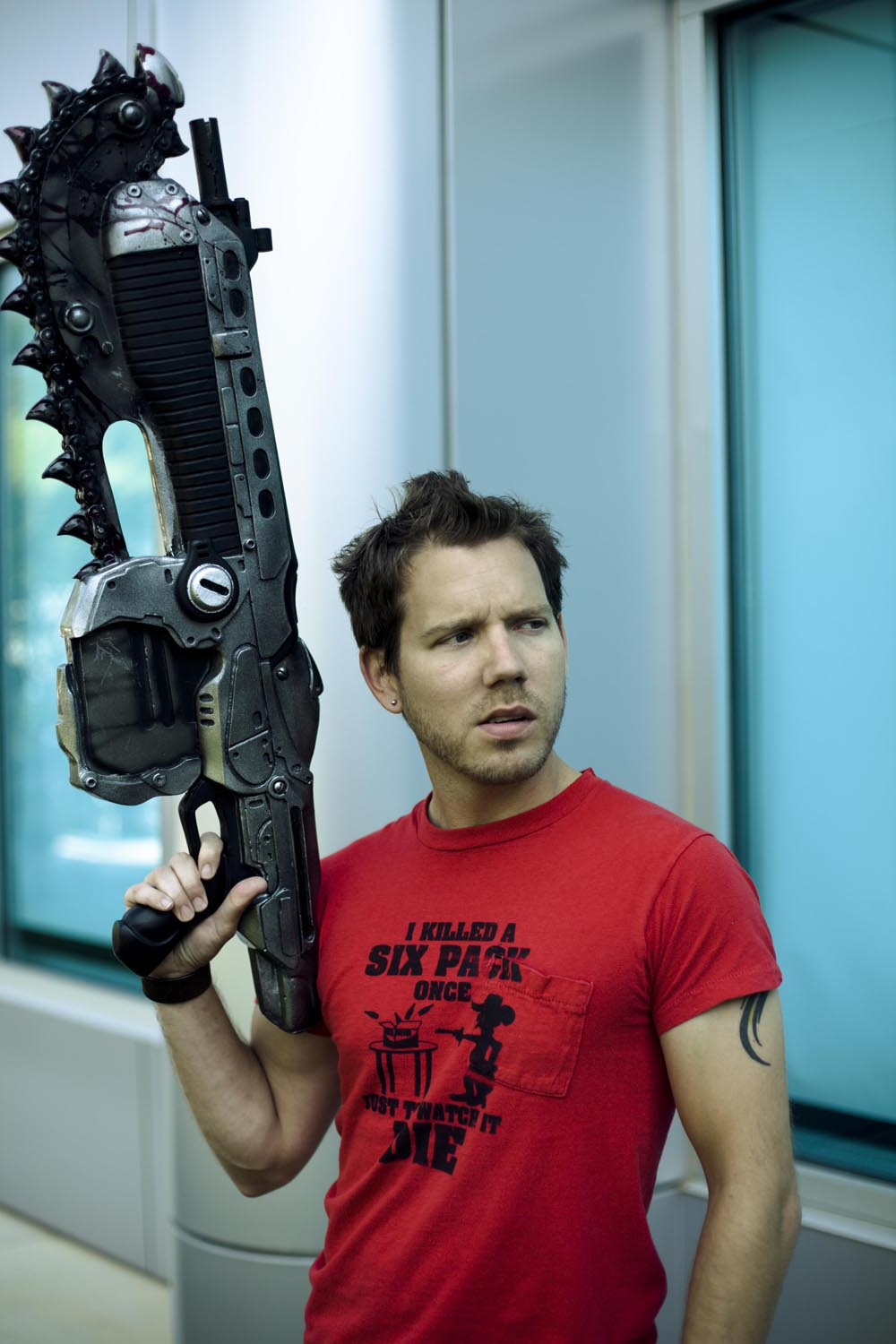
Designer Cliff Bleszinski mit einem Cog Lancer

Durch diese Vorgehensweise bringen die Locust die Menschheit an den Rand der Vernichtung. Die letzte Verteidigung der Menschheit sind die Gears of War, die Soldaten der KOR-Infanterie.
Der Spieler wird in der Rolle des ehemaligen Gear-Sergeant Marcus Fenix zu Beginn des Spiels von seinem besten Freund und ehemaligen Kameraden Dominic Santiago aus dem mittlerweile von Locust überrannten Gefängnis The Slab befreit und als Mitglied des Squads Delta Zwei reaktiviert. Dies geschieht zunächst sehr zum Ärger seines ehemaligen Vorgesetzten und nunmehr Oberbefehlshaber der Gears, Colonel Hoffman, welcher Fenix im Gegensatz zu den anderen Insassen (Mörder, Vergewaltiger und ähnliche) des Gefängnisses nicht begnadigt hat. Marcus hatte sich etwa 10 Jahre nach dem E-Day direkten Befehlen widersetzt und seinen Posten verlassen, um seinen Vater zu retten, und wurde deshalb zu 40 Jahren im Gefängnis The Slab verurteilt. Er saß rund vier Jahre der Strafe ab.
Da der Krieg nahezu verloren ist und deshalb jeder Gear gebraucht wird, wird Marcus dennoch wieder in die Gears-Reihen aufgenommen.
Auf der Flucht in einem Hubschrauber entkommen sie nur knapp einem Corpser, einer riesigen spinnenartigen Locustzüchtung.
Delta Zwei wird beauftragt, die verschwundene Alpha Squad zu finden, welche im Besitz des sogenannten Resonators ist, einem Gerät zur Kartografierung des Tunnelsystems der Locust. Der Resonator soll dazu dienen, ein Gerät namens „Lightmass Bomb“ (Leichtmassen-Bombe) strategisch gegen die Locust einzusetzen und diese so zu vernichten. Das Team trifft zunächst auf ein isoliertes Mitglied von Alpha, Augustus Cole. Nach dem Tod des Delta-Mitglieds Anthony Carmine setzt sich die Squad aus Marcus, Dom, Cole und Squadleader Leutnant Kim zusammen.
Sie erreichen die Reste des Alpha-Teams und erwarten die Abholung durch einen Hubschrauber, als sie an der Landungszone von Locust überrascht werden. Im anschließenden Gefecht wird der von der Gruppe getrennte Leutnant Kim von einem riesigen Locust getötet, der sich als General Raam (der Antagonist dieses Spiels) entpuppt. Die anderen gruppieren sich im naheliegenden Gebäude neu und Damon Baird vom Alpha Squad schließt sich an. Marcus wird nach Kims Tod durch Colonel Hoffman als ranghöchster Soldat zum Squadführer befördert.
Die Truppe kämpft sich ihren Weg durch zerklüftete Straßen und Häuserschluchten von Jacinto, dem letzten sicheren Ort auf Sera, um schließlich in einem Junker, einer Art Truck, eine alte Emulsions-Raffinerie zu erreichen. Durch die dortigen Bohrsysteme wollen sie unter die Oberfläche gelangen, um den Resonator einzusetzen. Vorher müssen sie jedoch Kriecher, eine Locustabart, bekämpfen, die durch direkten Kontakt mit Emulsion (phosphoreszierender Rohstoff aus dem Inneren des Planeten, vergleichbar mit Erdöl) mutiert sind.
Tief unter der Erde treffen sie neben den Locust-Drohnen und weiteren Kriechern auch erneut auf einen Corpser, den Marcus und Dom durch Zurücktreiben in die Emulsion diesmal besiegen. Auf einer unterirdischen Bohrplattform kämpft die Truppe anschließend gegen Theronwachen, bevor sie den Resonator anbringt, aktiviert und wieder an die Oberfläche zurückkehrt. Dort teilt ihnen Colonel Hoffman mit, dass die Tunnelsysteme ausgedehnter als erwartet sind und deshalb der Radius des Resonators zu gering ist. Dominic hat allerdings ein Gerät gefunden, das einen weit größeren Teil des Tunnelsystems darstellt und scheinbar im Zusammenhang mit Adam Fenix, Marcus' Vater, steht. In der Hoffnung dort weitere Daten zu finden, begeben sie sich zur Villa der Fenix an der East Barricade Academy.
Dort angekommen, finden sie tatsächlich in einem versteckten Labor unter der Fenix-Villa die restlichen Daten. Während diese gesichert werden, müssen die Gears die Stellung gegen zahllose Locust halten. Nur knapp entkommen sie, nachdem das Herunterladen beendet ist, auf ihrer Flucht vom Anwesen einem Brumak, einer riesigen Kombination aus Reptil und Gorilla.
Am Zug angekommen, der die Leichtmassenbombe trägt, und nach einem weiteren Gefecht springen Marcus und Dom auf den Zug auf. Sie kämpfen sich bis zum vordersten Abteil durch, wo sich die Bombe befindet. Nachdem sie den dort auf sie wartenden General Raam getötet haben, gibt Marcus die Daten des Tunnelsystems in die Zielsysteme der Leichtmassenbombe ein und springt nach Dom in einen nahenden Hubschrauber. Nur durch die ausgestreckte Hand von Colonel Hoffman gelingt es ihm, in den Hubschrauber zu kommen. Von dort aus beobachten sie, wie der Zug eine zerstörte Brücke hinab in die aufgerissene Erde stürzt und die Leichtmassenbombe detoniert.
In einer Abschlusssequenz sieht der Spieler, wie die Leichtmassenbombe sich in mehrere Raketen aufteilt, die an verschiedenen Orten innerhalb der Locust-Tunnel einschlagen und detonieren. Anschließend hört man einen Monolog der Locust-Königin, in dem sie ankündigt, der Krieg sei nicht vorüber, sondern beginne erst, da die Locust bis zum Sieg weiter kämpfen würden. Während dieser Worte erscheint eine Theronwache, welche auf einem großen Reaver davonfliegt.
Es ist anzunehmen, dass es sich hierbei um eine frühe Version von Skorge, dem Antagonisten aus Gears of War 2, auf seinem Hydra genannten Reaver handelt.

## Veröffentlichung
Gears of War erschien in Nordamerika etwa ein Jahr nach Veröffentlichung der Xbox 360 und etwa zeitgleich mit der konkurrierenden Spielkonsole PlayStation 3. Im Vorfeld wurde das Spiel auch als eine Art Ersatz für das ungefähr 10 Monate später erschienene Halo 3 und Hoffnung für den Weihnachtsverkauf gehandelt.
Da die USK eine Alterseinstufung des Spiels verweigerte, wurde das Spiel in Deutschland nicht veröffentlicht, weil Microsoft in Deutschland nur Spiele mit Alterseinstufung der USK veröffentlicht.
Das Spiel wurde am 25. November 2006 von der Bundesprüfstelle für jugendgefährdende Medien indiziert (nochmals bestätigt am 11. Januar 2007). Im Juli 2016 wurde das Spiel nach 10 Jahren im beschleunigten Verfahren (gem. §23 Abs. 4 JuschG) vom Index gestrichen, was nach erneuter Altersprüfung durch die USK einen Verkauf erlauben wird.
Im Rest Europas wurde Gears of War offiziell vertrieben und von der PEGI ab 18 Jahren freigegeben.

## PC-Version
Anfang November 2007 erschien eine PC-Umsetzung von Gears of War unter dem Games-for-Windows-Label mit DirectX-10-Unterstützung. Die PC-Version beinhaltet ein neues Kapitel, welches zwischen dem vierten und fünften Kapitel der Xbox-360-Version spielt.
Die beiden Versionen (PC und Xbox 360) haben getrennte Mehrspielernetzwerke.

## Ultimate Edition
Im Juni 2015 kündigte Microsoft eine grafisch überarbeitete Version des Spiels als „Ultimate Edition“ an. Diese beinhaltet neben verbesserter Grafik, Full-HD-Auflösung und 60 Bildern pro Sekunde auch neue Kapitel in der Hauptkampagne sowie neue Mehrspielerinhalte und alle bisher erschienenen DLCs (inkl. des bisher PC-exklusiven Kapitels). Das Spiel wurde am 25. August 2015 für Xbox One sowie Windows veröffentlicht. Allerdings ist die PC-Version ausschließlich in digitaler Form über den Windows Store erhältlich und damit nur unter Windows 10 lauffähig. Sie bietet außerdem als einzige die Möglichkeit, das Spiel in einer UHD-Auflösung (4K) zu spielen, was jedoch sehr hohe Hardwareanforderungen mit sich bringt.
Eine Veröffentlichung in Deutschland fand aufgrund der zu diesem Zeitpunkt noch bestehenden Indizierung des Originals nicht statt (Inhaltsgleichheit).
Aufgrund der zwischenzeitlichen Listenstreichung vom Index wurde die Ultimate Edition nun auch mit etwa einjähriger Verspätung am 2. September 2016 in Deutschland veröffentlicht. Das Spiel bekam eine USK-Freigabe ab 18 Jahren.

## Fortsetzungen
Gears of War 2 ist am 7. November 2008 erschienen. Der dritte Teil Gears of War 3 erschien am 20. September 2011 und ist der erste Teil der Reihe, welcher in Deutschland nicht indiziert wurde. Mit Gears of War: Judgment erschien am 22. März 2013 ein Teil der Serie, der 15 Jahre vor dem ersten Teil spielt. Er ist damit keine direkte Fortsetzung, ist aber Bestandteil der Gears-of-War-Serie. Gears of War 4 ist am 11. Oktober 2016 weltweit erschienen, darunter auch in Deutschland. Mit Gears 5 erschien 2019 die neuste Fortsetzung der Serie.
Am 9. Juni 2024 wurde im Rahmen des Xbox-Summer-Showcase ein Prequel der Serie unter dem Namen Gears of War: E-Day angekündigt. Ein Veröffentlichungsdatum steht noch aus.

## Bücher und Comics
Begleitend zu der Videospielreihe sind fünf Romane und vier Comic-Sammelbände erschienen, welche die im Spiel erzählte Geschichte vertiefen und ergänzen. Der erste Roman Gears of War: Aspho Fields von Karen Traviss, einer bekannten Star-Wars-Autorin, ist unter demselben Namen im Sommer 2009 in Deutschland erschienen. Das zweite Buch Jacintos Erben wurde 2011 ins Deutsche übersetzt. Das dritte Buch Anvil Gate erschien Ende September 2011. Im März 2012 erschien das vierte Buch Das Ende der Koalition im deutschsprachigen Raum, es erzählt die direkte Vorgeschichte des dritten Spiels. Der letzte Roman erschien unter dem Titel The Slab – Der Kerker Ende 2012.
Die Comics sind Deutschland nicht einzeln, sondern als Sammelbände im Softcover erschienen. Der erste hiervon ist seit dem 14. August 2009 unter dem Titel Gears of War: Am Abgrund in Deutschland erhältlich. Gears Of War: Brutstätte, die zweite Comicserie, erschien am 20. November 2010 in Deutschland.

### Bücher
- Gears of War: Aspho Fields. Band 1 von Karen Traviss, 2009, Panini Verlag, ISBN 978-3-8332-1932-0
- Gears of War: Jacintos Erben. Band 2 von Karen Traviss, 2011, Panini Verlag, ISBN 978-3-8332-2243-6
- Gears of War: Anvil Gate. Band 3 von Karen Traviss, 2011, Panini Verlag, ISBN 978-3-8332-2244-3
- Gears of War: Das Ende der Koalition. Band 4 von Karen Traviss, 2012, Panini Verlag, ISBN 978-3-8332-2447-8
- Gears of War: The Slab – Der Kerker. Band 5 von Karen Travis, 2012, Panini Verlag, ISBN 978-3-8332-2525-3

### Comics
- Gears of War: Am Abgrund. Band 1 von Joshua Ortega und Liam Sharp, Panini Verlag, ISBN 978-3-86607-863-5
- Gears of War: Brutstätte. Band 2 von Joshua Ortega, Simon Bisley, Liam Sharp, Carps, Panini Verlag, ISBN 978-3-86607-993-9
- Gears of War: Der Hammer der Morgenröte. Band 3 von Karen Traviss, Joshua Ortega, u. a., Panini Verlag, ISBN 978-3-86201-312-8
- Gears of War: Schmutzige, kleine Geheimnisse. Band 4 von Karen Traviss und Pop Mahn, Panini Verlag, ISBN 978-3-86201-380-7

## Gears of War im Film
Gears of War als Product Placement: Zu Beginn des Kinofilms Stirb langsam 4.0 sieht man einen Jungen Gears of War spielen. Später ist bei einem Besuch der Protagonisten beim Hacker Freddy/Warlock auf einem der Bildschirme im Hintergrund der Schriftzug Gears of War zu erkennen. Auch in der Fernsehserie Terminator: The Sarah Connor Chronicles werden Szenen aus dem Spiel gezeigt. Auch in dem Film Tödliches Kommando – The Hurt Locker hat das Spiel einen Cameoauftritt. Ein junger Soldat spielt es beim Gespräch mit seinem Truppenarzt.
Zum Spiel ist ein Film in Planung. Die Produktion des Films schreitet momentan nicht voran. Es wird noch diskutiert, in welche Richtung das Filmprojekt gehen soll.
Des Weiteren dreht es sich in dem Film Noobz-Game over ausschließlich um eine Gruppe Freunde, die an einem Gears-of-War-Turnier teilnehmen wollen.

## Musik zum Spiel
Musik in „Gears of War“
- der Soundtrack zu Gears of War I wurde am 13. Juli 2007 von Sumthing Else Music Works als CD veröffentlicht; Komponist ist Kevin Riepl, der für Epic Games schon die Soundtracks für „Unreal Tournament 2003“ und „Unreal Championship“ komponiert hatte;
- der Soundtrack zu Gears of War II wurde am 25. November 2008 ebenfalls von Sumthing Else Music Works als CD veröffentlicht; Komponist ist hier Steve Jablonsky, der bereits den Soundtrack zu den Kinofilmen „Transformers 1+2“, „Die Insel“, „The Hitcher“ und andere komponiert hat, ebenso wie den Soundtrack zum Computerspiel „The Sims 3“

## Trivia
Epic gab den Spielern die Möglichkeit, über das Schicksal des Nebencharakters Clayton Carmine zu entscheiden. In Kooperation mit dem Merchandising-Hersteller NECA wurden zwei unterschiedliche T-Shirts verkauft. Eines der Shirts trug die Aufschrift „Carmine Must Die“, das andere war mit „Save Carmine“ bedruckt. Beide T-Shirts wurden ebenfalls in virtueller Form für die XBL-Avatare angeboten. Die Anzahl der jeweils bis zum Aktionsende verkauften Variante entscheidet darüber, ob der Charakter im Spiel überlebt oder nicht. 80 % der Erlöse (das entspricht 150.000 US-Dollar) dieser Aktion kamen einem Projekt für bedürftige Kinder zugute.